# Johnston River
Johnston River är ett vattendrag i Australien. Det ligger i delstaten Western Australia, omkring 1 900 kilometer nordost om delstatshuvudstaden Perth.
Omgivningarna runt Johnston River är i huvudsak ett öppet busklandskap. Trakten runt Johnston River är nära nog obefolkad, med mindre än två invånare per kvadratkilometer. Genomsnittlig årsnederbörd är 748 millimeter. Den regnigaste månaden är februari, med i genomsnitt 191 mm nederbörd, och den torraste är juni, med 2 mm nederbörd.